# 喬爾諾魯德卡
49°50′31″N 29°3′45″E / 49.84194°N 29.06250°E
喬爾諾魯德卡（烏克蘭語：Чорнорудка），是烏克蘭北部的村莊，隸屬日托米爾州的別爾季切夫區。該村始建於1620年，面積4.99平方公里，海拔高度242米，2022年人口704。